# Consiglio di amministrazione

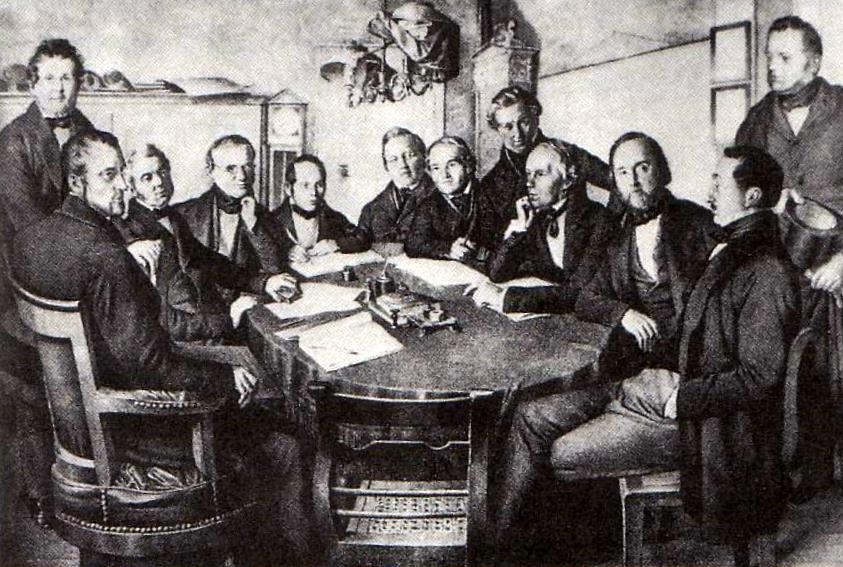
Una riunione del consiglio di amministrazione della compagnia ferroviaria Leipzig-Dresden nel 1852

Il consiglio di amministrazione (spesso abbreviato in CdA) nell'organizzazione aziendale è l'organo collegiale al quale è affidata la gestione delle società per azioni e delle altre società la cui disciplina è modellata su quella delle società per azioni. Un organo analogo, a volte con lo stesso nome, si trova anche in altri enti non aziendali, come ad esempio le università.
Nella letteratura sul governo d'impresa ("governance aziendale") il consiglio di amministrazione è denominato anche board, dal nome che assume negli ordinamenti anglosassoni ("board of directors" nelle società per azioni; in altri enti si usa la stessa denominazione oppure "board of trustees", "board of governors", "board of regents").

## Descrizione

### Struttura
I membri del consiglio di amministrazione muniti di una determinata delega (ad amministrare) sono detti amministratori (directors nei paesi anglosassoni); i membri del consiglio privi di delega sono detti consiglieri.
Nella maggior parte degli ordinamenti (un'eccezione è la Francia) non devono essere necessariamente soci e in certi ordinamenti (ad esempio, Francia, Paesi Bassi, Inghilterra e Stati Uniti) possono essere anche persone giuridiche.
Alcuni ordinamenti (Italia, Spagna, Paesi Bassi, ecc.) consentono la nomina di un solo amministratore (detto amministratore unico) il quale agisce, quindi, come organo monocratico: in questi casi non c'è il consiglio di amministrazione.
Gli amministratori sono di solito eletti dall'assemblea dei soci. Alcuni ordinamenti, però, consentono al consiglio di amministrazione di cooptare i suoi membri per coprire posti vacanti o, addirittura, in aggiunta a quelli eletti dall'assemblea. D'altra parte, una cooptazione di fatto si riscontra sovente nei casi in cui la proprietà delle azioni è così dispersa che nessun azionista o gruppo di azionisti è in grado di condizionare l'elezione degli amministratori.
Se la governance della società non è basata sul sistema monistico (one-tier system) ma su quello dualistico (two-tier system), di origine tedesca e ora adottato anche da altri ordinamenti, al posto del consiglio di amministrazione vi sono due organi collegiali:
- il consiglio di sorveglianza (supervisory board), eletto dall'assemblea degli azionisti;
- il consiglio di gestione (management board), eletto dal consiglio di sorveglianza.

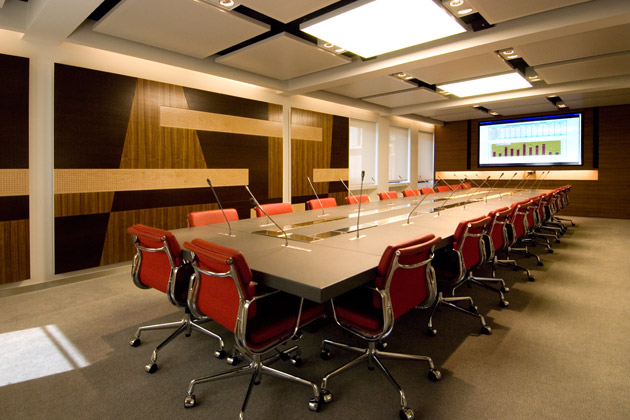
Una sala dedicata alle riunioni di un consiglio di amministrazione

Dove vengono attuate forme di cogestione, ossia di partecipazione dei lavoratori dipendenti alla gestione dell'azienda, nel consiglio di amministrazione o nel consiglio di sorveglianza siedono anche rappresentanti degli stessi, da loro eletti o designati dalle rispettive organizzazioni sindacali.

### Funzioni
Le legislazioni ottocentesche concepivano gli amministratori come semplici mandatari dell'assemblea degli azionisti, che aveva competenza generale e poteva impartire loro istruzioni in ogni momento; invece, le legislazioni attuali (a partire dalla legge azionaria tedesca del 1937) attribuiscono al consiglio di amministrazione i più ampi poteri di gestione, limitando la competenza dell'assemblea a determinati atti (nomina e revoca degli amministratori, approvazione dei bilanci, modifiche allo statuto ecc.).
In pratica, il consiglio di amministrazione non può, per la sua natura collegiale, assicurare la direzione quotidiana dell'azienda; questa è pertanto demandata al management, mentre il consiglio nomina e licenzia i manager, ne controlla l'operato, ne stabilisce la remunerazione e si occupa delle scelte strategiche e delle decisioni non delegabili.

D'altra parte, i manager più importanti sono membri del consiglio di amministrazione; ciò vale, in particolare, per i senior manager: presidente, amministratore delegato, direttore generale ecc. Si distinguono, a tale proposito, gli amministratori esecutivi (executive directors), che sono anche manager della società, dagli amministratori non esecutivi (non-executive directors), che invece non lo sono.
La presenza di amministratori non esecutivi è necessaria per assicurare un efficace controllo sul management, visto che, da questo punto di vista, gli amministratori esecutivi si possono trovare in conflitto d'interesse.

L'efficacia del controllo è in particolare assicurata dalla presenza, tra gli amministratori non esecutivi, di amministratori indipendenti (independent directors), che soddisfano determinati requisiti personali tali da garantire che essi operino nell'esclusivo interesse della società e non del management o di singoli azionisti.
Per lo stesso motivo è considerata buona prassi la separazione tra il ruolo di presidente del consiglio di amministrazione (chairman, in inglese), che dovrebbe essere affidato ad un amministratore non esecutivo, e quello di vertice del management (il cosiddetto capo azienda, variamente denominato: amministratore delegato, direttore generale, ecc.), nonostante la diffusa pratica di unire i due ruoli nella stessa persona (cosiddetta CEO duality).

## Nel mondo

### Italia
In Italia è affidata a un consiglio di amministrazione la gestione delle società di capitali, ossia società per azioni, a responsabilità limitata e in accomandita per azioni, nonché delle società cooperative.
La durata del mandato degli amministratori è fissata dagli statuti delle singole società, limitandosi la legge a stabilire la durata massima (in genere dai tre a sei anni, secondo gli ordinamenti). L'assemblea può, però, revocare gli amministratori prima della scadenza del mandato; nella maggioranza degli ordinamenti la revoca è libera, mentre in alcuni è richiesta una giusta causa (ai sensi dell'articolo 2383, comma 3º, del Codice civile, la revoca può avvenire in qualunque momento, salvo il diritto dell'amministratore al risarcimento dei danni in caso di revoca senza giusta causa). Vi sono anche ordinamenti che consentono al consiglio di amministrazione di destituire i suoi membri (anche in questo caso la destituzione può essere libera o subordinata ad una giusta causa).
Un organo così denominato è presente anche in alcuni enti della pubblica amministrazione italiana (come ad esempio nelle università in Italia), talvolta con un ruolo analogo a quello svolto nelle società per azioni, altre volte con attribuzioni più limitate o tipiche.